# 베를린 필하모니

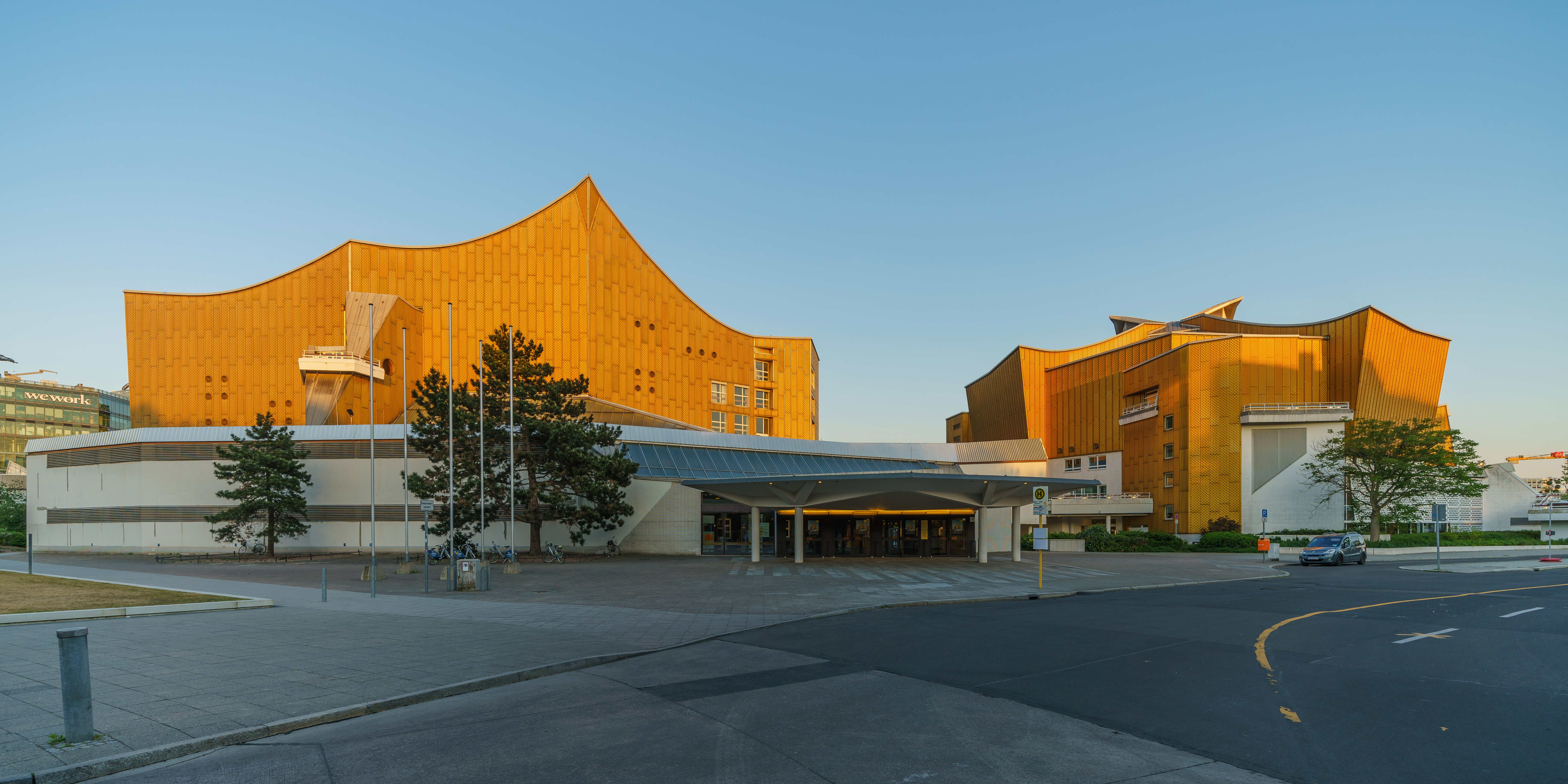
베를린 필하모니

베를린 필하모니(독일어: Berliner Philharmonie)는 독일 베를린에 있는 음악회장이다. 베를린 필하모니 관현악단이 사용하고 있다. 티어가르텐 남쪽 가장자리에 위치하고 있으며, 옛 베를린 장벽 바로 서쪽에 있다. 이 건물은 포츠담 광장 근처의 문화 기관 단지인 쿨투르포룸의 일부를 형성하고 있다.